# Daniel Gran
Daniel Gran (Viena, 22 de mayo de 1694 - Sankt Pölten, Austria, 16 de abril de 1757) fue un pintor austriaco. Sus cuadros adornan varios de los edificios de su ciudad natal. Sus obras son poco conocidas fuera de Austria y Alemania.

## Vida y educación
Gran fue uno de los hijos de Hofkochs Kaiser Leopoldo I. Él fue apoyado por la Cámara de Schwarzenberg, que ayudó a financiar sus estudios y viajes por Italia, donde estudió principalmente con Sebastiano Ricci en Venecia y Francesco Solimena en Nápoles. Sus obras se caracterizan por una vacilación entre la influencia veneciana en la coloración y la influencia napolitana en la composición. Además de la Casa del Príncipe de Schwarzenberg, también pintó para la Casa de Habsburgo; en 1727 fue nombrado pintor de la corte.
A partir de 1732, usó el título "Daniel-le-Grand" y desde 1736, con el predicado "della Torre". En ausencia de la documentación, la verificabilidad de su nobleza en el Registro de Viena Gratialarchivs es dudosa. Más preciso es el título principal y el escudo de armas de un Fähnrich imperial, Nikolaus Gran della Torre (ennoblecido el 12 de mayo de 1621), que colocó con éxito su reclamación y revivió su título. Un mal uso de los títulos nobles y predicados habría sido impensable en aquellos tiempos.
Hacia el final de su carrera, sus pinturas parecen cada vez menos barrocas (en las dimensiones figurativas, ilusionismo), por lo que puede ser visto como un importante precursor del clasicismo.

## Obras
- Palacio Schwarzenberg (Vienna)
- Salón estado de la Biblioteca Nacional de Austria (anteriormente Biblioteca Imperial ) (Viena )
- Catedral en Sankt Pölten
- Nuevo Ayuntamiento y Landhaussaal en Brno
- Las iglesias de la pluma Herzogenburg y Lilienfeld Abbey, Lilienfeld
- Iglesia parroquial de Hirschstetten